# サッポロ (カクテル)
サッポロ (Sapporo) は、ウォッカベースのカクテル。札幌市在住のバーテンダー山崎達郎が考案した。

## 概要
山崎が1950年代に開業した「BARやまざき」ではスタンダードなカクテル以外に山崎考案のオリジナルカクテル200種類以上を提供しているが、その中でもサッポロは代表的なカクテルとされる。
1972年札幌オリンピック開催に合わせて考案された。
1981年にジュネーブで開催された国際カクテルコンクールで特別賞を受賞している。

## レシピの例
材料
- ウォッカ - 30ml
- アマレット - 10ml
- シャルトリューズ・ヴェール - 10ml
- ドライ・ベルモット - 10ml

作り方
1. 全ての材料をステアする。
2. カクテルグラスに注ぐ。
3. ミント・チェリーを飾る。

## 関連
- バーテンダー (漫画) -漫画作品。コミックス16巻第122話でサッポロが紹介されている。